# Нранян, Геворг Суренович
Гево́рг Суре́нович Нраня́н (арм. Գևորգ Սուրենի Նռանյան; 9 марта 1986, Ереван, Армянская ССР, СССР) — армянский футболист, нападающий.

## Биография
Геворг Нранян является воспитанником футбольной школы «Пюник». За юношескую команду выступал в сезоне 2002 года в первой лиге, а последующие два в составе молодёжной, также выступавшей в первой лиге. В сезоне 2004 года стал лучшим бомбардиром команды, а в общем списке первенства занял второе место с 26 мячами забившими в 18 матчах. Однако в главной команде Нранян принял участие лишь в одной игре. Прозрев в молодом футболисте будущего голеодора ереванский «Арарат» поспешил подписать с ним контракт. В отведённых 15-ти матчах Нранян забил лишь один мяч, и новый сезон предстояло начинать в новом клубе, коим оказался «Улисс». Но и здесь результаты были нулевые. Спустя сезон вернулся в «Арарат» в котором сезон за сезоном стабильно выступал в основном составе. В составе клуба Нранян дебютировал в еврокубках, приняв участие 23 июня 2007 года в матче против солигорского «Шахтёра» в рамках Кубка Интертото. По результатам сезона 2009 «Арарат» покидал Премьер-лигу. По этой причине ряд игроков клуба приняло решение перейти в другие клубы. Одним из них был Геворг Нранян, который в середине января 2010 года перешёл в дилижанский «Импульс». В конце сезона покинул расположение клуба.
Тем временем в «Улиссе» происходил поиск игроков в линию нападения. Будучи знакомы с возможностями футболиста «Улисс» подписал с ним контракт. В 5-м туре Нранян провёл юбилейный 100-й матч в чемпионатах Армении. Данное событие Нранян отпраздновал забитым мячом. В начале июня 2012 года руководство клуба отказалось от услуг Нраняна.
Спустя месяц, Нранян подписал контракт с «Араратом», куда он вернулся во второй раз за свою карьеру. Клуб сменил ориентацию на местных игроков, начал попытку ухода с низов пучины, в которой оказался за небольшой промежуток времени. Одновременно с Нраняном в клуб пришли Гайк Мкртчян и Арсен Петросян.

## Достижения
«Арарат» (Ереван)
- Серебряный призёр чемпионата Армении: 2008
- Обладатель Кубка Армении: 2008
- Обладатель Суперкубка Армении: 2009

«Улисс»
- Чемпион Армении: 2011

## Статистика
| Клуб             | Сезон            | Чемпионат | Чемпионат | Кубки | Кубки | Еврокубки | Еврокубки | Всего | Всего |
| Клуб             | Сезон            | Матчи     | Голы      | Матчи | Голы  | Матчи     | Голы      | Матчи | Голы  |
| ---------------- | ---------------- | --------- | --------- | ----- | ----- | --------- | --------- | ----- | ----- |
| Пюник            | 2004             | 1         | 0         | 0     | 0     | 0         | 0         | 1     | 0     |
| Всего            | Всего            | 1         | 0         | 0     | 0     | 0         | 0         | 1     | 0     |
| Арарат (Ереван)  | 2005             | 15        | 1         | ?     | ?     | 0         | 0         | 15    | 1     |
| Всего            | Всего            | 15        | 1         | ?     | ?     | 0         | 0         | 15    | 1     |
| Улисс            | 2006             | 9         | 0         | ?     | ?     | 0         | 0         | 9     | 0     |
| Всего            | Всего            | 9         | 0         | ?     | ?     | 0         | 0         | 9     | 0     |
| Арарат (Ереван)  | 2007             | 14        | 3         | 1     | 0     | 1         | 0         | 16    | 3     |
| Арарат (Ереван)  | 2008             | 20        | 2         | 4     | 1     | 2         | 0         | 26    | 3     |
| Арарат (Ереван)  | 2009             | 23        | 2         | 2     | 0     | 0         | 0         | 25    | 2     |
| Всего            | Всего            | 57        | 7         | 7     | 1     | 3         | 0         | 67    | 8     |
| Импульс          | 2010             | 17        | 2         | 2     | 0     | 0         | 0         | 19    | 2     |
| Всего            | Всего            | 17        | 2         | 2     | 0     | 0         | 0         | 19    | 2     |
| Улисс            | 2011             | 14        | 1         | 3     | 1     | 2         | 0         | 19    | 2     |
| Улисс            | 2012/13          | 4         | 0         | 0     | 0     | 0         | 0         | 4     | 0     |
| Всего            | Всего            | 18        | 1         | 3     | 1     | 2         | 0         | 23    | 2     |
| Арарат (Ереван)  | 2012/13          | 0         | 0         | 0     | 0     | 0         | 0         | 0     | 0     |
| Всего            | Всего            | 0         | 0         | 0     | 0     | 0         | 0         | 0     | 0     |
| Всего за карьеру | Всего за карьеру | 117       | 24        | 12    | 2     | 5         | 0         | 132   | 13    |